# Список умерших в 1070 году

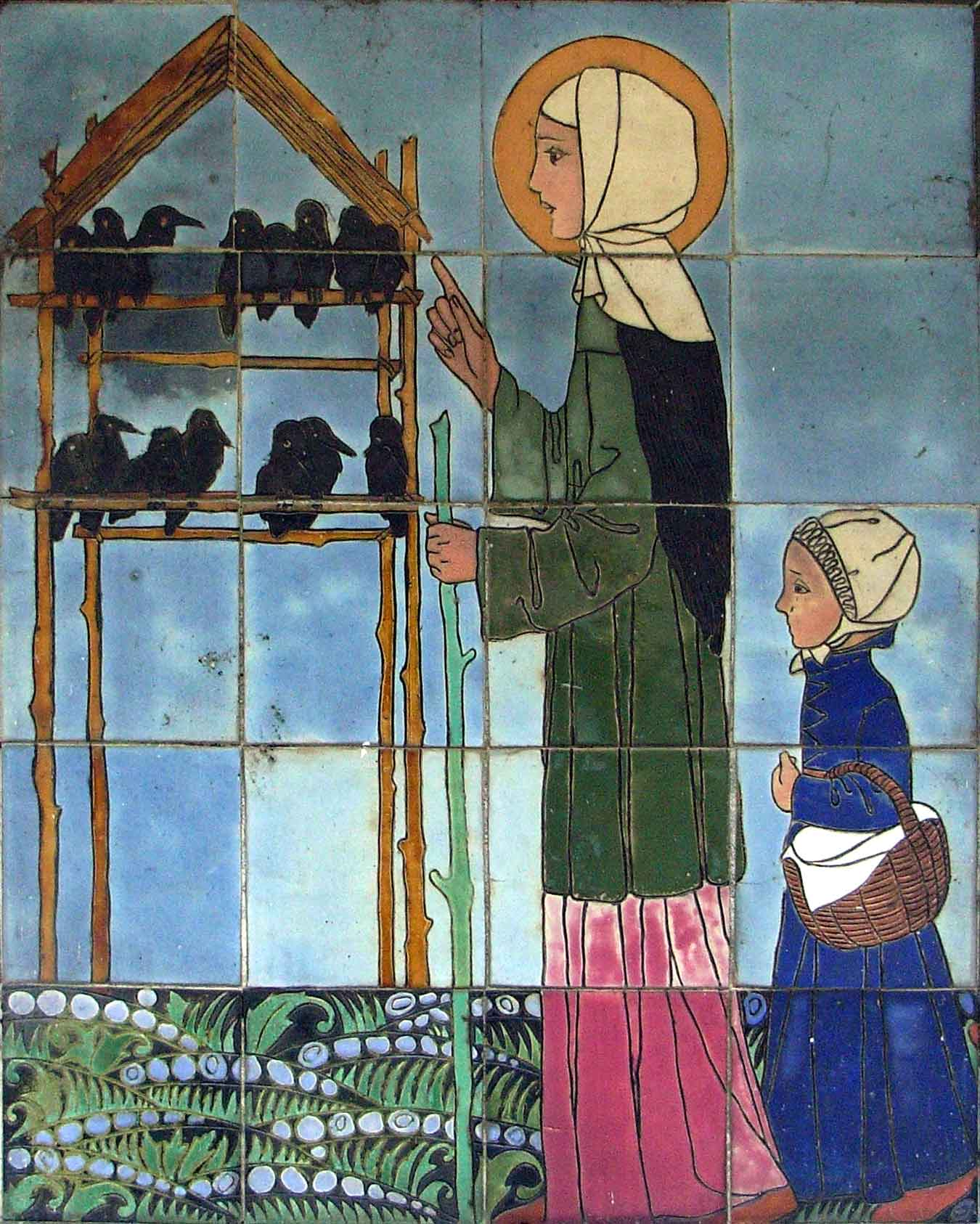
Годелива

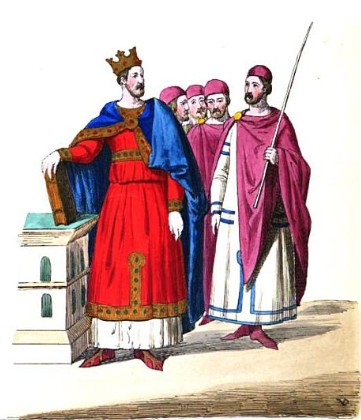
Бодуэн VI

В этой статье представлен список известных людей, умерших в 1070 году.
См. также: Категория:Умершие в 1070 году

## Март
- 6 марта — Ульрих I — маркграф Кариолы и Каринтии (1045—1070), маркграф Истрии (1060—1070)
- 11 марта — Аурея (Ория) Сан-Мильянская[исп.] — святая римско-католической церкви.

## Апрель
- 22 апреля[1] — Гиг I д’Альбон — первый граф Уазана, Грезиводана и Бриансона, сеньор д’Альбон

## Июнь
- 12 июня — Гвидо Аквийский — епископ Акви (1034—1070), построивший местный собор, святой римско-католической церкви.

## Июль
- 6 июля — Годелива — святая римско-католической церкви, покровительница тех, кто хочет восстановить семейный мир[2][3].
- 17 июля — Бодуэн VI Миролюбивый — граф Эно и граф Монс с 1051 года, граф Фландрии с 1067 года.

## Ноябрь
- 16 ноября — Теобальд Дораский[англ.] — святой римско-католической церкви.
- 21 ноября — Мурхад мак Диармата — король Дублина (1052—1070), король Мэна (1061—1070).

## Дата неизвестна или требует уточнения
- Абу Убайд аль-Джузджани — персидский врач и летописец.
- Адхираджендра[англ.] — правитель Чолы (1067—1070)
- Вальтер Конфлансский — монах, святой римско-католической церкви[4].
- Виграхапала III[англ.] — правитель Палы (1055—1070)
- Вирараджендра[англ.] — правитель Чолы (1063—1070)
- Герхард (Жерар) I Эльзасский — граф Меца и граф Шатенуа с 1047 года, герцог Верхней Лотарингии с 1048 года, родоначальник Лотарингского (Эльзасского) дома
- Иоанн Евхаитский — митрополит города Евхании (или Евхаита), в Малой Азии.
- Риваллон ап Кинвин — король Поуиса с 1063 года. Погиб в битве
- Роберт Фиц-Вимарк — англонормандский аристократ и землевладелец.
- Симеон Кара — французский раввин.
- Саид аль Андалузи[англ.] — андалузский исламский историк, философ, математик и астроном.
- Ульрик I де Невшатель[итал.] — первый граф Невшателя (1034—1070).
- Цзя Сянь — китайский математик.